# Dendrobium amboinense
Dendrobium amboinense är en orkidéart som beskrevs av William Jackson Hooker. Dendrobium amboinense ingår i släktet Dendrobium, och familjen orkidéer. Inga underarter finns listade i Catalogue of Life.